# Grand prix Afrique
Le Grand prix Afrique, anciennement Grand prix littéraire d'Afrique noire est attribué chaque année par l'Association des écrivains de langue française, l'ADELF, reconnue d'utilité publique depuis le 19 juillet 1952, dont le but est de « promouvoir l’œuvre des écrivains qui, à travers le monde, s’expriment en français ». Le prix est ouvert aux « écrivains de langue française originaires de l’Afrique subsaharienne, ou à un ouvrage concernant cette zone géographique, en excluant les traductions »,. Il a récompensé depuis 1961 des écrivains confirmés comme Henri Lopès, Ahmadou Kourouma.

## Liste des lauréats
| Année | Auteur                                  | Ouvrage                                                                                     | Éditeur (xe fois)                                        | Nationalité (xe fois)            | Notes |
| ----- | --------------------------------------- | ------------------------------------------------------------------------------------------- | -------------------------------------------------------- | -------------------------------- | --- |
| 1961  | Aké Loba                                | Kocumbo, l’étudiant noir                                                                    | Flammarion                                               | Ivoirienne                       | |
| 1962  | Cheikh Hamidou Kane                     | L'Aventure ambiguë                                                                          | Julliard                                                 | Sénégalaise                      | |
| 1963  | Jean Ikellé-Matiba                      | Cette Afrique-là                                                                            | Présence africaine                                       | Camerounaise                     | |
| 1964  | Birago Diop                             | Contes et lavanes                                                                           | Présence africaine (2)                                   | Sénégalaise (2)                  | |
| 1965  | Bernard Dadié Seydou Badian Kouyaté     | Patron de New-York Les dirigeants africains face à leurs peuples                            | Présence africaine (3) Éditions Maspero                  | Ivoirienne (2) Malienne          | |
| 1966  | Olympe Bhêly-Quenum                     | Le Chant du lac                                                                             | Présence africaine (4)                                   | Béninoise                        | |
| 1967  | François-Borgia Marie Evembé Jean Pliya | Sur la terre en passant Kondo, le requin                                                    | Présence africaine (5) Editions du Bénin                 | Camerounaise (2) Béninoise (2)   | |
| 1968  | Francis Bebey                           | Le Fils d'Agatha Moudio                                                                     | CLE Yaoundé                                              | Camerounaise (3)                 | |
| 1969  | Guy Menga                               | La Palabre stérile                                                                          | CLE Yaoundé (2)                                          | Brazza-congolaise                | |
| 1970  | Boubou Hama                             | Kotia Nima                                                                                  | Présence africaine (6)                                   | Nigérienne                       | |
| 1971  | Massa Makan Diabaté Abbé Pierre Mviena  | Janjon et autres chants populaires du Mali L'Univers culturel et religieux du peuple Béti   | Présence africaine (7) Librairie Saint Paul              | Malienne (2) Camerounaise (4)    | |
| 1972  | Henri Lopès                             | Tribaliques                                                                                 | CLE Yaoundé (3)                                          | Brazza-congolaise (2)            | |
| 1973  | Alioum Fantouré                         | Le Cercle des tropiques                                                                     | Présence africaine (8)                                   | Guinéenne                        | |
| 1974  | Amadou Hampâté Bâ                       | L'Étrange Destin de Wangrin                                                                 | 10/18                                                    | Malienne (3)                     | |
| 1975  | Étienne Yanou                           | L'Homme Dieu de Bisso                                                                       | CLE Yaoundé (4)                                          | Camerounaise (5)                 | |
| 1976  | Aoua Keïta                              | Femme d’Afrique. La vie d’Aoua Keïta racontée par elle-même                                 | Présence africaine (9)                                   | Malienne (4)                     | Première femme à gagner le Grand Prix Littéraire                                                                                                |
| 1977  | Sory Camara                             | Gens de la parole : essai sur les griots malinké                                            | Éditions Mouton                                          | Guinéenne (2)                    | |
| 1978  | Idé Oumarou                             | Gros Plan                                                                                   | Nouvelles Éditions africaines du Sénégal                 | Nigérienne (2)                   | |
| 1979  | Lamine Diakhate                         | Chalys d'Harlem                                                                             | Nouvelles Éditions africaines du Sénégal (2)             | Sénégalaise (3)                  | |
| 1980  | Aminata Sow Fall                        | La Grève des bàttu                                                                          | Nouvelles Éditions africaines du Sénégal (3)             | Sénégalaise (4)                  | |
| 1981  | Jean-Marie Adiaffi                      | La Carte d'identité                                                                         | CEDA                                                     | Ivoirienne (3)                   | |
| 1982  | Frédéric Titinga Pacéré Yodi Karone     | La Poésie des griots : poèmes pour l'Angola Nègre de paille                                 | Silex Silex                                              | Burkinabè Camerounaise (6)       | Hors-concours : Mariama Bâ pour Un chant écarlate                                                                                               |
| 1983  | Sony Labou Tansi                        | L'Anté-peuple                                                                               | Seuil                                                    | Brazza-congolaise (3)            | |
| 1984  | Modibo Sounkalo Keita                   | L’Archer bassari                                                                            | Karthala                                                 | Malienne (5)                     | |
| 1985  | Jean-Pierre Makouta-Mboukou             | Introduction à l'étude du roman négro-africain                                              | Nouvelles Éditions africaines                            | Brazza-congolaise (4)            | Hors-concours : Edem Kodjo pour Et Demain l'Afrique                                                                                             |
| 1986  | Désiré Bolya Baenga Tierno Monénembo    | Cannibale Les Écailles du ciel                                                              | P.M. Favre Seuil (2)                                     | Kino-congolaise Guinéenne (3)    | |
| 1987  | Jean-Baptiste Tati Loutard              | Le Récit de la mort                                                                         | Présence africaine (10)                                  | Brazza-congolaise (5)            | |
| 1988  | Emmanuel Dongala                        | Le Feu des origines                                                                         | Albin Michel                                             | Brazza-congolaise (6)            | |
| 1989  | Victor Bouadjio                         | Demain est encore loin                                                                      | Éditions Balland                                         | Française                        | |
| 1990  | Ahmadou Kourouma                        | Monnè, outrages et défis                                                                    | Seuil (3)                                                | Ivoirienne (4)                   | |
| 1991  | Amadou Hampâté Bâ Kama Sywor Kamanda    | A titre posthume pour Amkullel, l'enfant peul et l'ensemble de son œuvre La Nuit des griots | Actes Sud L' Harmattan                                   | Malienne (6) Kino-congolaise (2) | Hampaté Bâ est le seul écrivain à avoir reçu deux fois le Grand Prix Littéraire.                                                                |
| 1992  | Patrick Ilboudo                         | Le Héraut têtu                                                                              | Editions INC, Ouagadougou                                | Burkinabè (2)                    | |
| 1993  | Maurice Bandaman                        | Le Fils de la femme mâle                                                                    | L'Harmattan (2)                                          | Ivoirienne (5)                   | |
| 1994  | Calixthe Beyala                         | Maman a un amant                                                                            | Albin Michel (2)                                         | Camerounaise (7)                 | |
| 1995  | Sylvain Ntari-Bemba                     | A titre posthume et pour l'ensemble de son œuvre                                            |                                                          | Brazza-congolaise (7)            | |
| 1996  | Abdourahman A. Waberi                   | Cahier nomade                                                                               | Le Serpent à Plumes                                      | Djiboutienne                     | Hors-concours : Léopold Sédar Senghor pour l'ensemble de son œuvre                                                                              |
| 1997  | Daniel Biyaoula                         | L'Impasse                                                                                   | Présence africaine (11)                                  | Brazza-congolaise (8)            | Hors-concours : Ousmane Sembène pour l'ensemble de son œuvre Mention spéciale : Édouard Makoto, L'Afrique par les Africains                     |
| 1998  | Gaston-Paul Effa                        | Mâ                                                                                          | Grasset                                                  | Camerounaise (8)                 | |
| 1999  | Ken Bugul                               | Riwan ou le chemin de sable                                                                 | Présence africaine (12)                                  | Sénégalaise (5)                  | |
| 2000  | Boubacar Boris Diop                     | Pour l'ensemble de son œuvre                                                                |                                                          | Sénégalaise (6)                  | Mention spéciale : Sokhna Benga pour La Ballade de Sabador                                                                                      |
| 2001  | Kossi Efoui                             | La Fabrique de cérémonies                                                                   | Seuil (4)                                                | Togolaise                        | |
| 2002  | Patrice Nganang                         | Temps de chien                                                                              | Le Serpent à Plumes (2)                                  | Camerounaise (9)                 | Hors-concours : Yves-Emmanuel Dogbé pour l'ensemble de son œuvre                                                                                |
| 2003  | Kangni Alem                             | Cola Cola jazz                                                                              | Dapper Littérature                                       | Togolaise (2)                    | |
| 2004  | Sami Tchak                              | La Fête des masques                                                                         | Gallimard                                                | Togolaise (3)                    | Mentions spéciales : Mahamoudou Ouédraogo pour Roogo et Almamy Maliki Yattara et Bernard Salvaing pour Almamy. L'âge d'homme d'un lettré malien |
| 2005  | Véronique Tadjo                         | Reine Pokou                                                                                 | Actes Sud (2)                                            | Ivoirienne (6)                   | |
| 2006  | Edem Awumey                             | Port Mélo                                                                                   | Gallimard (2)                                            | Togolaise (4)                    | Mention spéciale : Florent Couao-Zotti pour l'ensemble de son œuvre                                                                             |
| 2007  | Bessora                                 | Cueillez-moi, jolis messieurs...                                                            | Gallimard (3)                                            | Gabonaise                        | Mention spéciale : Jean Sévry pour Les Littératures d'Afrique du Sud                                                                            |
| 2008  | Jean Divassa Nyama                      | La Vocation de dignité                                                                      | Editions Noze                                            | Gabonaise (2)                    | Mention spéciale : Lydie Itsouombag alias JAG pour Un homme à tout prix                                                                         |
| 2009  | In Koli Jean Bofane                     | Mathématiques Congolaises                                                                   | Actes Sud (3)                                            | Kino-congolaise (3)              | Mention spéciale : Jean Jolly pour L'Afrique et son environnement européen et asiatique                                                         |
| 2010  | Gabriel Okoundji                        | L'Âme blessée d'un éléphant noir                                                            | Editions William Blake & Co                              | Brazza-congolaise (9)            | |
| 2011  | Léonora Miano                           | Pour l'ensemble de son œuvre                                                                |                                                          | Camerounaise (10)                | Mention spéciale : Sonia Euzenot-Le Moigne pour Sony Labou Tansi, La Subjectivation du lecteur dans l'œuvre romanesque.                         |
| 2012  | Venance Konan                           | Edem Kodjo, un homme, un destin                                                             | Nouvelles Éditions ivoiriennes & Présence africaine (13) | Ivoirienne (7)                   | |
| 2013  | Augustin Emane                          | Albert Schweitzer, une icône africaine                                                      | Fayard                                                   | Gabonaise (3)                    | |
| 2014  | Eugène Ébodé                            | Souveraine magnifique                                                                       | Gallimard (4)                                            | Camerounaise (11)                | |
| 2015  | Hemley Boum                             | Les Maquisards                                                                              | La Cheminante                                            | Camerounaise (12)                | |
| 2016  | Blick Bassy                             | Le Moabi Cinéma                                                                             | Gallimard (5)                                            | Camerounaise (13)                | Mention spéciale : Guy Alexandre Sounda pour Confessions d'une sardine sans tête                                                                |
| 2017  | Aristide Tarnagda                       | Terre rouge                                                                                 | Lansman                                                  | Burkinabè (3)                    | |
| 2018  | Timba Bema Gauz                         | Les seins de l’amante Camarade Papa                                                         | Editions Stellamaris Le Nouvel Attila                    | Camerounaise (14) Ivoirienne (8) | |
| 2019  | Non attribué                            |                                                                                             |                                                          |                                  | |
| 2020  | Non attribué                            |                                                                                             |                                                          |                                  | |
| 2021  | Non attribué                            |                                                                                             |                                                          |                                  | |
| 2022  | Noël Nétonon Ndjékéry                   | Il n'y a pas d'arc-en-ciel au paradis                                                       | Hélice Hélas                                             | Tchadienne                       | |
| 2023  | Dibakana Mankessi                       | Le Psychanalyste de Brazzaville                                                             | Les Lettres mouchetées                                   | Brazza-congolaise (10)           | |
| 2024  | Hemley Boum                             | Le rêve du pêcheur                                                                          | Gallimard                                                | Camerounaise                     | |